# Schlossberg Friedingen
Der Schlossberg Friedingen ist ein vom Regierungspräsidium Südbaden am 9. Mai 1957 durch Verordnung ausgewiesenes Landschaftsschutzgebiet auf dem Gebiet der Stadt Singen am Hohentwiel und der Gemeinde Steißlingen.

## Lage
Das 387 Hektar große Schutzgebiet reicht vom Rand des Singener Stadtteils Friedingen im Westen bis zum Industriegebiet Hard im Osten. Die Bundesstraße 33 führt mitten durch das Landschaftsschutzgebiet. Das Gebiet gehört zum Naturraum Hegau.

## Landschaftscharakter
Landschaftsprägend sind die beiden Erhebungen des namensgebenden Friedinger Schlossbergs mit 547,2 m ü. NHN und des Jöhlisbergs mit 507,4 m ü. NHN. Während der Jöhlisberg vollständig bewaldet ist, ist die Ostflanke und die Kuppe des Schlossbergs offen und wird landwirtschaftlich genutzt. Auf dem Schlossberg befindet sich die Burg Hohenfriedingen und der Schlosshof. Der nördliche Teil des Schutzgebiets sowie die Flächen südlich der beiden Erhebungen werden von landwirtschaftlich genutzten Flächen geprägt. An einigen Stellen haben sich Nasswiesen und andere Feuchtbiotope entwickelt.